# クノック＝ヘイスト
クノック＝ヘイスト、クノッケ＝ヘイスト (オランダ語: Knokke-Heist [ˌknɔkəˈɦɛi̯st]) は、ベルギーのウェスト＝フランデレン州にある基礎自治体である。ヘイスト＝アーン＝ゼー、クノッケ、ドインベルヘン、ラムスカペレ、ウェストカペレそれぞれの町で構成されている。

## 概要
- 位置　51°20′N 03°17′E

- 面積　56.44 km²

- 人口　34,063人(2006年1月1日現在) 
  - 男性　47.76%
  - 女性　52.24%
  - 人口密度　603人/km²
  - 年齢別割合
    - 0-19歳　16.81%
    - 20-64歳　56.76%
    - 65歳以上　26.42%　(2006年1月1日現在)

  - 外国人比率 4.02% (2005年7月1日現在)

- 経済
  - 失業率　8.07%(2006年1月1日現在)
  - 平均所得　15,311ユーロ(2003年現在)